# Google Mars
Google Mars è un servizio web di Google che permette la visualizzazione della superficie di Marte, con un'interfaccia simile a Google Maps. A scelta, Google Mars fornisce una visualizzazione di immagini nel visibile, nell'infrarosso o in mappe altimetriche, per evidenziare i rilievi. I dati e le immagini si basano sui dati raccolti dalle missioni su Marte Mars Global Surveyor e il 2001 Mars Odyssey, rese pubbliche dal Mars Space Flight Facility della NASA, dell'Università statale dell'Arizona.

## Nuova versione in Google Earth
Nella versione 5 di Google Earth, uscita il 5 febbraio 2009, è stata inclusa una versione più avanzata di Google Mars, con immagini in 3D a risoluzione più elevata della versione web (bidimensionale), come quelle riprese da HiRISE, la fotocamera installata nel Mars Reconnaissance Orbiter. Sono presenti inoltre immagini ad alta risoluzione riprese dai vari rover inviati su Marte negli ultimi anni, come quelle dello Spirit, dell'Opportunity e del Curiosity, che è possibile vedere in modo simile a quelle di Google Street View.
Marte ha anche una piccola applicazione trovata vicino alla faccia su Marte. Si chiama Meliza, un personaggio robot con cui l'utente può parlare.